# Pep Guinyol
Pep Guinyol (1954- 17 de octubre de 2022)fue un actor español.

## Carrera artística
Comenzó en la década de los años 80, a través de varios programas infantiles emitidos por el canal autonómico de televisión TV3 como Fes flash, la serie Judes Xanguet i les maniquinsy el concurso Tres i l'astròleg (Tres y el astrólogo) junto con el astrólogo Joaquim Teixidor entre otros.Con todo, no fue hasta los años 90 cuando le llegó la fama con la serie de televisión Farmacia de guardia (1991 - 1995).En esos años intervino en series cómicas como Los ladrones van a la oficina (1993 - 1996), Makinavaja (1995 - 1997) y en la serie Blasco Ibáñez, la novela de su vida (1996).
Después de rodar algunos episodios de Hermanas (1998) y Manos a la obra (1998 - 2001), intervino como secundario en otras series de televisión: La casa de los líos (1996 - 2000), El botones Sacarino (2000 - 2001), Cuéntame cómo pasó (2001), Compañeros (2002), La que se avecina (2007) y Sin tetas no hay paraíso (2008).
También hizo alguna incursión en el teatro, su gran pasión, incluyendo un papel en la obra L'auca del senyor Esteve.
Sus últimos trabajos en televisión fueron dos episodios de la serie Águila Roja, rodados en 2010 y 2016.
Falleció el 18 de octubre de 2022 a los 68 años de edad.